# 傍田勉
傍田 勉（そばた つとむ、1949年11月 - ）は、大阪府出身の日本の元俳優である。

## 来歴
大阪のテレビ局製作のドラマや宝塚映画、東映京都、大映京都製作作品に多数出演した。周囲の勧めで子役俳優を多く輩出していた劇団ホリホックアカデミー（現 児童劇団アカデミー・劇団アカデミー）に入団する。同劇団は、大阪玉造にあり、その後、西宮に移転した数多くの子役俳優やエキストラの所属している芸能事務所。出身者に津山栄一、工藤俊作などがいる。毎週土曜日に同劇団のレッスンに通いだしたところ、当時、テレビ局の開局時期と映画製作の需要が重なり、多数の作品に出演するようになり、役付きの仕事も付きだし、10数年に渡り俳優として活躍した。
1966年、ドラマ『忍者ハットリくん』の「ケムマキ・ケムゾウ」役に抜擢され、俳優としての代表作となった。ただし変身後の声は玉生司郎が演じた。

## 出演作品

### 映画
- 『河内ぞろ どけち虫』 : 監督舛田利雄、製作・配給日活、1964年5月13日公開 - 出演、102分の上映用プリントをNFCが所蔵

### ドラマ
- 『おふくろ』 : 1965年11月5日放映（ABC 近鉄金曜劇場)
- 『忍者ハットリくん』 : 製作NET・東映京都テレビプロダクション、1966年放映 - 「ケムマキ・ケムゾウ」役